# Sarah Orne Jewett
Sarah Orne Jewett (South Berwick, 3 settembre 1849 – 24 giugno 1909) è stata una scrittrice statunitense.

## Biografia
Le opere di Sarah Orne Jewett sono ambientate nei dintorni di South Berwick, sua città natale, piccola cittadina portuale sull'oceano, al confine tra Maine e New Hampshire. Il padre di Sarah era un medico, e lei spesso lo accompagnava nelle sue visite, imparando così a conoscere i colori e i suoni della sua terra e i suoi abitanti. Per alleviare la sua artrite reumatoide, malattia cronica che l'afflisse già nei primi anni di vita, Sarah soleva fare lunghe passeggiate e, grazie a queste, sviluppò un profondo amore per la natura. Successivamente visitò spesso Boston, dove venne in contatto con le più influenti figure letterarie del suo tempo; tuttavia non abbandonò mai South Berwick, la Deephaven delle sue storie.
A diciannove anni pubblicò il suo primo importante racconto su The Atlantic Monthly, e la sua reputazione letteraria crebbe notevolmente durante gli anni '70 e '80. Più che per la trama delle sue storie, fu apprezzata soprattutto per i piccoli ritratti di vita campestre contenuti in esse. Tra le più caratteristiche opere di Sarah Jewett si possono includere The Country of the Pointed Firs (Il paese degli abeti aguzzi, 1896), A Country Doctor (1884), il racconto di una ragazza del New England che rifiuta il matrimonio per diventare un medico, e The White Heron (L'airone bianco, 1886), raccolta di storie brevi. Alcune delle sue poesie furono raccolte in Verses (1916); scrisse anche tre libri per bambini.
Sarah Jewett non si sposò mai, né ebbe figli, ma strinse una profonda amicizia con la scrittrice Annie Adams Fields (1834-1915) e suo marito James Thomas Fields (1817-1881), editore dell'"Atlantic Monthly". Dopo la morte di James Fields nel 1881, Sarah Jewett e Annie Fields vissero insieme per il resto della vita.
Ebbe diversi amici letterati, quali Willa Cather, William Dean Howells, Henry James, Rudyard Kipling, Harriet Beecher Stowe, Alfred Tennyson, Mark Twain, Henry Wadsworth Longfellow, Nathaniel Hawthorne o John Greenleaf Whittier.
Il 3 settembre 1902, giorno del suo 53º compleanno, ebbe un grave incidente in carrozza che pose fine alla sua carriera di scrittrice. Morì nel 1909. La casa della famiglia Jewett a South Berwich è preservata come Patrimonio storico nazionale (National Historic Landmark) degli Stati Uniti.

## Opere
- Deephaven, James R. Osgood, 1877
- Play Days, Houghton, Osgood, 1878
- Old Friends and New, Houghton, Osgood, 1879
- Country By-Ways, Houghton-Mifflin, 1881
- A Country Doctor, Houghton-Mifflin, 1884
- The Mate of the Daylight, and Friends Ashore, Houghton-Mifflin, 1884
- A Marsh Island, Houghton-Mifflin, 1884
- A White Heron and Other Stories, Houghton-Mifflin, 1886
- The Story of the Normans, Told Chiefly in Relation to Their Conquest of England, G.P. Putnam's Sons, 1887
- The King of Folly Island and Other People, Houghton-Mifflin, 1888
- Tales of New England, Houghton-Mifflin, 1890
- Betty Leicester: A Story for Girls, Houghton-Mifflin, 1890
- Strangers and Wayfarers, Houghton-Mifflin, 1890
- A Native of Winby and Other Tales, Houghton-Mifflin, 1893
- Betty Leicester's English Christmas: A New Chapter of an Old Story, privately printed for the Bryn Mawr School, 1984
- The Life of Nancy, Houghton-Mifflin, 1895
- The Country of the Pointed Firs (Il paese degli abeti aguzzi), Houghton-Mifflin, 1896
- The Queen's Twin and Other Stories, Houghton-Mifflin, 1899
- The Tory Lover, Houghton-Mifflin, 1901
- An Empty Purse: A Christmas Story, privately printed, 1905
- Verses, privately printed, 1916

Edizioni più recenti e bibliografia minima
- The best stories of Sarah Orne Jewett, a cura di Willa Cather, Riverside Press, 1925; Doubleday, 1956
- The Only Rose and other tales, a cura di Rebecca West, Jonathan Cape, 1937
- The world of Dunnet Landing: a collection, a cura di David Bonnell Green, University of Nebraska Press, 1962
- Richard Cary, Sarah Orne Jewett, Twayne, 1962
- Margaret Farrand Thorp, Sarah Orne Jewett, University of Minnesota, 1966
- Letters, a cura di Richard Cary, Waterville, Maine, 1967
- Short fiction of Sarah Orne Jewett and Mary Wilkins Freeman, a cura di Barbara H. Solomon, New American Library, 1979
- Enrica Cagnacci, Sarah Orne Jewett tra romanticismo e crepuscolarismo, Pisa: ETS, 1981 ISBN 88-7741-046-9 ISBN 978-88-7741-046-7
- The country of the pointed firs and other stories, a cura di Mary Ellen Chase, Norton, 1982
- Gwen L. Nagel (a cura di), Critical Essays on Sarah Orne Jewett, Hall, 1984
- Louis A. Renza, A White Heron and the Question of Minor Literature, University of Wisconsin Press, 1985
- Sarah W. Sherman, Sarah Orne Jewett, an American Persephone, University Press of New England, 1989
- Marilyn Sanders Mobley, Folk roots and mythic wings in Sarah Orne Jewett and Toni Morrison: the cultural function of narrative, Baton Rouge, 1991
- Paula Blanchard, Sarah Orne Jewett: Her World and Her Work, Addison-Wesley, 1994
- The country of the pointed firs and other stories, a cura di Alison Easton, Penguin, 1995
- The country of the pointed firs and other fiction, a cura di Terry Heller, Oxford University Press, 1996
- Novels and stories, a cura di Michael Davitt Bell, Library of America, 1996
- The complete poems of Sarah Orne Jewett, Ironweed Press, 1999
- Robert Gale, A Sarah Orne Jewett Companion, Greenwood Press, 1999

### Traduzioni italiane
- Il paese degli abeti aguzzi, trad. Anna Vari, Neri Pozza, Vicenza, 1962; ora Elliot, Roma, 2019
- Lady Ferry e altri racconti, trad. Margherita Guidacci, Edizioni delle donne, Milano, 1982
- Il paese degli abeti aguzzi, trad. Maria Sepa, Sellerio, Palermo, 1994
- La straniera, trad. Nadia Piloni, Tranchida, Milano, 1998
- L'airone bianco, trad. Paola Mazzarelli, Einaudi ragazzi, Torino, 2001
- L'airone bianco, trad. Roberta Maresca, Galaad, Giulianova, 2007
- L'airone bianco. Un corteggiamento invernale, trad. Elisabetta Querci, L'Espresso, Roma, 2010
- Lady Ferry, trad. di Sabrina Restituiti, RCS MediaGroup, Milano, 2013